# Demetri Martin
Demetrios Evans Martin (New York, 25 maggio 1973) è un attore, comico, musicista, artista, scrittore e umorista statunitense.

## Biografia
Nato a New York ma cresciuto a Toms River nel New Jersey, è figlio di un sacerdote greco-ortodosso e di una nutrizionista. I suoi genitori sono proprietari un ristorante greco, che gestiscono assieme ai nonni e agli zii. Nonostante il parere contrario della famiglia abbandona la facoltà di legge alla New York University per intraprendere la carriera di comico cabarettista, ma nel corso del 1995 si laurea presso l'Università di Yale.
Muove i primi passi come comico al Boston Comedy Club di New York, nel 2001 ottiene l'opportunità di lavorare nel programma di Comedy Central Premium Blend. Dopo aver preso parte, con un piccolo ruolo, al film Un boss sotto stress, inizia una proficua attività di comico e sceneggiatore per Comedy Central, presentando diversi speciali in cui ha potuto dimostrare anche le sue capacità come musicista. Tra il 2003 e il 2004 ha scritto i 136 episodi del Late Night with Conan O'Brien.
Dal 2005 in poi lavora per il The Daily Show, dove sotto il nome "Senior Youth Correspondent" (corrispondente giovanile) presenta il segmento chiamato Trendspotting, commentando tendenze e fenomeni giovanili, come guerriglia marketing, Xbox 360 e i narghilè.
Realizza il CD/DVD These Are Jokes pubblicato nel settembre 2006, che vede la partecipazione del collega e amico, nonché membro del Saturday Night Live, Will Forte. Sempre in ambito musicale è protagonista di due videoclip, Somebody to Love dei Fountains of Wayne e Selfish Jean dei Travis, in quest'ultimo indossa numerose t-shirt che toglie una ad una mostrando il testo del brano.
Il 22 marzo 2007 torna al The Daily Show sempre come corrispondente giovanile, nel settembre 2007 appare nella stagione finale della serie televisiva della HBO Flight of the Conchords, Nel 2009 è autore e interprete dello show Important Things with Demetri Martin, che ha debuttato sul canale Comedy Central l'11 febbraio 2009.
Dal 2008 inizia a lavorare come attore cinematografico, partecipa alle commedie The Rocker - Il batterista nudo e Paper Heart. L'occasione per farsi conoscere a livello internazionale arriva dal regista Ang Lee, che gli affida la parte del protagonista in Motel Woodstock.
Nel 2016 il suo esordio alla regia, Dean, vince il premio come miglior film al Tribeca Film Festival.

## Filmografia parziale

### Attore

#### Cinema
- Un boss sotto stress (Analyze That), regia di Harold Ramis (2002)
- The Rocker - Il batterista nudo (The Rocker), regia di Peter Cattaneo (2008)
- Motel Woodstock (Taking Woodstock), regia di Ang Lee (2009)
- Laureata... e adesso? (Post Grad), regia di Vicky Jenson (2009)
- Paper Heart, regia di Nicholas Jasenovec (2009)
- Take Me Home Tonight, regia di Michael Dowse (2011)
- Contagion, regia di Steven Soderbergh (2011)
- In a World... - Ascolta la mia voce (In a World...), regia di Lake Bell (2013)
- Sequoia, regia di Andy Landen (2014)
- Dean, regia di Demetri Martin (2016)

#### Televisione
- The Pavement – serie TV (2003)
- Flight of the Conchords – serie TV, episodio 1x12 (2007)
- House of Lies – serie TV, 6 episodi (2015)
- New Girl – serie TV, 1 episodio (2016)

### Regista
- Dean (2016)

### Sceneggiatore
- Dean (2016)

## Discografia
- Invite Them Up (2005)
- These Are Jokes (2006)
- Demetri Martin. Person. (2007)

## Doppiatori italiani
- Francesco Venditti in Take Me Home Tonight, Contagion
- Stefano Crescentini in Motel Woodstock
- Massimo Aresu in New Girl